# Forstercooperia
Forstercooperia — вимерлий рід носорогуватих ссавців із середнього еоцену Азії.

## Опис
Forstercooperia відома завдяки великій кількості черепного матеріалу, хоча є й деякі мізерні посткраніальні залишки. Середній розмір представників роду приблизно дорівнює розміру великої собаки, хоча пізніші роди, такі як Juxia та Paraceratherium, досягали розмірів корови і навіть набагато більше. Подібно до примітивних носорогів, Forstercooperia має тупі кінці на кінчиках носових ходів, над носовим розрізом. На відміну від усіх сучасних носорогів, на носовій частині Forstercooperia, а також у багатьох споріднених пологів немає складчастості, що свідчить про відсутність у них будь-якої форми рогу. Носовий розріз простягається досить далеко у верхню щелепу, закінчуючись трохи позаду ікла. Forstercooperia має невелику постінсікорну діастему, не таку велику, як її нащадки, і подібну за розміром до Hyracodon.

## Поширення і середовище проживання
Залишки Forstercooperia були знайдені по всій Азії. Найважливіші залишки належать до середнього та пізнього еоцену утворення Ірдін Манха у Внутрішній Монголії (Китай).